# Station Włoszczowa Północ
Station Włoszczowa Północ is een spoorwegstation in de Poolse plaats Włoszczowa.
1: Grodzisk Mazowiecki ·
15: Korytów ·
24: Szeligi ·
57: Strzałki ·
81: Idzikowice ·
92: Opoczno Południe ·
125: Olszamowice ·
154: Włoszczowa Północ ·
170: Psary ·
207: Góra Włodowska ·
224: Zawiercie